# Kosmos 2407
Kosmos 2407, ruski vojni navigacijski i komunikacijski satelit iz programa Kosmos. Vrste je Parus (br. 203).
Lansiran je 22. srpnja 2004. godine u 17:46 s kozmodroma Pljesecka. Lansiran je u nisku orbitu oko planeta Zemlje raketom nosačem Kosmos-3M 11K65M. Orbita mu je 951 km u perigeju i 1005 km u apogeju. Orbitne inklinacije je 82,96°. Spacetrackov kataloški broj je 28380. COSPARova oznaka je 2004-028-A. Zemlju obilazi u 104,65 minuta. Pri lansiranju bio je mase kg. 
Iz misije je ostao još jedan dio koji je ostao kružiti u niskoj orbiti.

## Vanjske poveznice
- N2YO.com Search Satellite Database (engl.)
- Celes Trak SATCAT Format Documentation (engl.)
- Kunstman  Arhivirana inačica izvorne stranice od 12. kolovoza 2019. (Wayback Machine) Satellites in Orbit (engl.)